# Howard Thurman
Pour les articles homonymes, voir Thurman.
Howard Thurman, né le 18 novembre 1899 à West Palm Beach en Floride et mort le 10 avril 1981 à San Francisco en Californie, est un auteur, philosophe, théologien, pasteur, professeur d'université américain et un des leaders du mouvement américain des  droits civiques. Il est connu pour avoir théorisé la non-violence comme action de revendication des droits civiques dont les écrits inspireront Martin Luther King et pour avoir été le premier afro-américain à occuper la charge de doyen de l'université de Boston.

## Biographie

### Jeunesse et formation
Howard Washington Thurman est le fils de Saul Solomon Thurman, un cheminot, et d'Alice (Ambrose) Thurman. Un an après sa naissance à West Palm Beach, la famille Thurman emménage à Daytona Beach. Son père décède des suites d'une pneumonie alors qu'il a sept ans, pour assurer les revenus de la famille, sa mère prend un emploi de domestique et confie le jeune Howard à sa grand-mère maternelle, Nancy, une ex-esclave illettrée mais dotée d'une personnalité forte qui allait lui enseigner les valeurs de la justice et de la fraternité entre les humains en tant qu'enfants de Dieu,,.
Il a eu du mal à finir ses études primaires, car les établissements de l’État de Floride refusaient l'entrée des Afro-Américains dans les classes terminales préparant l'entrée aux établissement secondaires, c'est un enseignant qui lui donnera des leçons particulières pour qu'il soit au niveau, c'est ainsi qu'il a pu être admis dans un établissement d'enseignement secondaire (une High School) à Jacksonville. En 1919, il achève ses études secondaires brillamment ce qui lui permet d'obtenir un bourse pour entrer au Morehouse College d'Atlanta. où il obtient le baccalauréat universitaire d'économie (licence) en 1923. Après avoir suivi un séminaire de philosophie à l'université Columbia de New York, il décide de s'engager dans la voie de la philosophie religieuse, malgré des quota strict en matière d'entrée d'étudiants afro-américains (deux  par an seulement) Howard Thurman est accepté à la Colgate Rochester Crozer Divinity School où il obtient un Bachelor of Divinity (licence de théologie) en 1926. Dans la foulée il est ordonné pasteur de l'église baptiste, il fait ses débuts à la congrégation d'Oberlin dans l’État de l'Ohio, il en profite pour compléter ses études de théologie en suivant un cursus de troisième cycle à l'Oberlin College puis à l'Haverford College dans l’État de Pennsylvanie où il reçoit l'enseignement du théologien quaker Rufus Jones,,.

### Carrière
En 1929, il est embauché comme professeur de philosophie religieuse au Morehouse College et au Spelman College (en), établissements universitaires situés à Atlanta.
En 1936, Howard Thurman, organise une délégation d'Afro-Américains pour se rendre en Inde afin de rencontrer le Mahatma Gandhi, qui devient sa source d'inspiration avec Rufus Jones.
En 1944, il fonde à San Francisco la Church for the Fellowship of All Peoples / Église pour la fraternité entre tous les peuples, qui est la première congrégation religieuse des États-Unis qui transcende les différences ethniques et les appartenances religieuses,,.
En 1951, il fonde la Howard Thurman Educational Trust à San Francisco, dont il prend la direction de 1965 à 1981,.

### Vie personnelle
Ses funérailles ont lieu à la First Unitarian Church / Première église unitarienne de San Francisco.
Howard Thurman repose au Howard Washington Thurman National Memorial dans l'enceinte du Morehouse College d'Atlanta dans l'État de la Géorgie à proximité de la Martin Luther King Jr. International Chapel,.

### Archives
Les archives d'Howard Thurman sont déposées à l'université de Boston,.

## Œuvres
- Jesus and the Disinherited, Beacon Press, 1949, rééd. 30 novembre 1996, 102 p. (ISBN 9780807010297, lire en ligne),
- Meditations of the Heart, Beacon Press, 1 janvier 1953, rééd. 1 août 1999, 216 p. (ISBN 9780807010235),
- Disciplines of the Spirit, Harper & Row, juillet 1963, 136 p. (ISBN 9780913408353, lire en ligne),
- The Luminous Darkness, Friends United Press, 1965, rééd. 7 avril 2014, 128 p. (ISBN 9780944350072, lire en ligne),
- The Creative Encounter, Friends United Press, 15 août 1972, 156 p. (ISBN 9780913408070),
- Deep Is The Hunger: Meditations For Apostles Of Sensitiveness, Literary Licensing, LLC, 1973, rééd. 15 octobre 2011, 224 p. (ISBN 9781258176785, lire en ligne),
- Deep river and The Negro spiritual speaks of life and death, Friends United Press, 30 mai 1975, 140 p. (ISBN 9780913408209, lire en ligne),
- Mysticism and the Experience of Love, Pendle Hill Publishings, 1979, rééd. 28 avril 2015, 28 p. (OCLC 1036790185, lire en ligne),
- With Head and Heart: The Autobiography of Howard Thurman, Mariner Book, 1979, rééd. 14 octobre 1981, 304 p. (ISBN 9780156976480, lire en ligne),
- The Centering Moment, Friends United Press, 1984, rééd. 27 septembre 2007, 128 p. (ISBN 9780913408643, lire en ligne),
- The Search for Common Ground, Friends United Press, 28 avril 1986, 134 p. (ISBN 9780913408940, lire en ligne),

## Pour en savoir plus

#### Notices dans des encyclopédies et manuels de références
- (en-US) Barbara C. Bigelow (dir.), Contemporary Black Biography, vol. 3, Detroit, Michigan, Gale Research, 14 octobre 1992, 287 p. (ISBN 9780810385559, lire en ligne), p. 243-247,
- (en-US) Wade Clark Roof (dir.), Contemporary American Religion, vol. 2. M-Z, New York, MacMillan Reference Library, 1er janvier 2000, 865 p. (ISBN 9780028649276, lire en ligne), p. 733-734,
- (en-US) R. Kent Rasmussen (dir.), The African American Encyclopedia, vol. 9. Sui-Wil, New York, Cavendish Square Publishing, 30 janvier 2001, 2704 p. (ISBN 9780761472179, lire en ligne), p. 2497-2498,
- (en-US) Nathan Aaseng, African-American Religious Leaders, New York, Facts On File, 1er octobre 2003, 267 p. (ISBN 9780816048786, lire en ligne), p. 215-217,
- (en-US) Colin A. Palmer (dir.), Encyclopedia of African-American Culture and History : The Black Experience in the Americas, vol. 5. Q-Z, Detroit, Michigan, MacMillan Reference Library, 22 décembre 2005, 2377 p. (ISBN 9780028658193, lire en ligne), p. 2194-2195,
- (en-US) Paul Finkelman (dir.), Encyclopedia of African American History, 1896 to the Present : From the Age of Segregation to the Twenty-First Century, vol. 4. O-T, New York, Oxford University Press, USA, 2 février 2009, 509 p. (ISBN 9780195167795, lire en ligne), p. 465-466,
- (en-US) Henry Louis Gates Jr. (dir.), African American National Biography, vol. 11. Taborn-Wheeler), New York, Oxford University Press, USA, 15 mars 2013, 617 p. (ISBN 9780199920778, lire en ligne), p. 169-171,

#### Essais et biographies
- (en-US) Elizabeth Yates, Howard Thurman: Portrait of a Practical Dreamer, New York, John Day Co, 1964, 266 p. (OCLC 614290689, lire en ligne),
- (en-US) Alonzo Johnson, Good News for the Disinherited : Howard Thurman on Jesus of Nazereth and Human Liberation, Lanham, Maryland, University Press of America, 20 février 1997, 228 p. (ISBN 9780761806080, lire en ligne),
- (en-US) Luther E. Smith Jr., Howard Thurman: The Mystic as Prophet, Friends United Press, 28 octobre 1981, rééd. 19 janvier 2007, 268 p. (ISBN 9780944350249),
- (en-US) Kai Jackson Issa, Howard Thurman's Great Hope, Lee & Low Books, septembre 2008, rééd. 1 avril 2013, 32 p. (ISBN 9781600602498, lire en ligne),
- (en-US) Quinton Dixie & Peter Eisenstadt, Visions of a Better World: Howard Thurman's Pilgrimage to India and the Origins of African American Nonviolence, Beacon Press, 1 janvier 2011, rééd. 30 août 2011, 280 p. (ISBN 9780807000458, lire en ligne),
- (en-US) Peter Eisenstadt, Against the hounds of hell : a life of Howard Thurman, Charlottesville and London, University of Virginia press, 2021, 525 p. (OCLC 1191455885),

#### Articles
Les articles de JSTOR, sont librement accessibles à la lecture en ligne jusqu'à la concurrence de 99 articles par mois.
- (en-US) « Howard Thurman », Negro History Bulletin, Vol. 21, No. 7,‎ avril 1958, p. 158 (1 page) (lire en ligne ),
- (en-US) James Earl Massey, « Bibliographical Essay: Howard Thurman and Rufus M. Jones, Two Mystics », The Journal of Negro History, Vol. 57, No. 2,‎ avril 1972, p. 190-195 (6 pages) (lire en ligne )
- (en-US) John H. Cartwright, « The Religious Ethics of Howard Thurman », The Annual of the Society of Christian Ethics, Vol. 5,‎ 1985, p. 79-99 (21 pages) (lire en ligne ),
- (en-US) Walter Earl Fluker, « They Looked for a City: A Comparison of the Idea of Community in Howard Thurman and Martin Luther King, Jr », The Journal of Religious Ethics, Vol. 18, No. 2,‎ 1990, p. 33-55 (23 pages) (lire en ligne ),
- (en-US) Mathews F. Allen, « Howard Thurman: Paradoxical Pavior », The Journal of Negro History, Vol. 77, No. 2,‎ printemps 1992, p. 84-96 (13 pages) (lire en ligne ),
- (en-US) Clarence E. Hardy III, « Imagine a World: Howard Thurman, Spiritual Perception, and American Calvinism », The Journal of Religion, Vol. 81, No. 1,‎ janvier 2001, p. 78-97 (20 pages) (lire en ligne ),
- (en-US) James Bryant & Paget Henry, « From the Pattern to Being: Howard Thurman and Africana Phenomenology », The CLR James Journal, Vol. 12, No. 1,‎ printemps 2006, p. 61-83 (23 pages) (lire en ligne ),
- (en-US) Mark S. Giles, « Howard Thurman, Black Spirituality, and Critical Race Theory in Higher Education », The Journal of Negro Education, Vol. 79, No. 3,‎ été 2010, p. 354-365 (12 pages) (lire en ligne ),
- (en-US) Edward K. Kaplan, « A Jewish Dialogue with Howard Thurman : Mysticism, Compassion, and Community », CrossCurrents, Vol. 60, No. 4,‎ décembre 2010, p. 515-525 (11 pages) (lire en ligne ),
- (en-US) Gary Dorrien, « True Religion, Mystical Unity, and the Disinherited: Howard Thurman and the Black Social Gospel », American Journal of Theology & Philosophy, Vol. 39, No. 1,‎ janvier 2018, p. 74-99 (26 pages) (lire en ligne ),